# Séquence de sainte Eulalie
La Séquence (ou Cantilène) de sainte Eulalie, composée vers 880, est le plus ancien texte littéraire connu rédigé dans une langue romane différenciée du latin,, une romana lingua marquée par d'importants changements phonétiques et morphosyntaxiques. Il constitue un document paléographique majeur « plus proche vraisemblablement de la langue courante de cette époque que le texte des Serments de Strasbourg». Il s'agit donc d'un témoignage précoce de la langue d'oïl.
Cette séquence raconte le martyre de sainte Eulalie de Mérida et se termine par une prière. Elle s'inspire d'une hymne du poète latin Prudence qu'on peut lire dans le Peri stephanon. C'est un poème de 29 vers décasyllabes qui se terminent par une assonance, par exemple inimi et seruir.

## Origine
Depuis la découverte du texte en 1837 par Hoffmann von Fallersleben, la Séquence a soulevé de nombreux débats, notamment sur le sens énigmatique de son quinzième vers. On s’accorde aujourd’hui à dater le codex du début du IXe siècle et à l’attribuer à un atelier lotharingien. Aucun élément, paléographique ou autre, ne permet toutefois de conforter cette conjecture.
On le date de 880 ou 881 et il est inclus dans une compilation de discours en latin de saint Grégoire, en plus de quatre autres poèmes, trois en latin et un en langue tudesque (langue germanique), le Ludwigslied. Une telle séquence, ou poésie rythmique, était chantée lors de la liturgie grégorienne ; celle-ci l'a vraisemblablement été à l'abbaye de Saint-Amand à Saint-Amand-les-Eaux, (près de Valenciennes), en domaine linguistique roman proto-picard. D'ailleurs le texte contient de nombreux traits linguistiques propres au picard. En revanche, Avale (voir bibliographie) confirme les travaux de Bischoff qui situe la rédaction de l'œuvre dans une « région vers Liège et Aix-la-Chapelle », ce qui amène les militants wallons comme l'historien Léopold Genicot à considérer que la littérature française a « poussé son premier cri en région picarde ou wallonne ». Au demeurant, ce « premier cri » — ou ce premier « chant » — aurait pu tout aussi bien être exhalé dans l'enceinte cultivée de l'abbaye d'Elnone (Saint-Amand), sous la gouverne du moine-musicien Hucbald (v. 850-930), écolâtre de son monastère.
Le manuscrit fut conservé par l'abbaye amandinoise d'Elnone entre 1150 et 1790, date de son transfert à la bibliothèque de Valenciennes par les révolutionnaires.

## Description du manuscrit
Le texte de la séquence occupe partiellement le verso du feuillet 141 du manuscrit 150 de la bibliothèque municipale de Valenciennes. Il a appartenu à l'abbaye de Saint-Amand-les-Eaux avant le XIIe siècle. Il n'avait au départ contenu qu'une copie de la traduction latine des œuvres de saint Grégoire de Nazianze fournie, écrit Maurice Delbouille, par « Rufin (main A, datant du début de l'époque carolingienne et localisable sur la rive gauche du Rhin, en Basse Lorraine). C'est une main B qui, dès la fin du XIe siècle, a inscrit au recto du feuillet 141, d'abord resté vierge, une séquence latine dédiée au culte de sainte Eulalie de Mérida et inspirée de l'hymne consacré dès le IVe siècle par le poète Prudence, à la mémoire de la sainte martyre. La structure de cette séquence est la même que celle de la séquence romane inscrite ensuite au verso du même feuillet par une main C. Ni dans le poème latin, ni dans le poème roman, cette structure n'est pourtant respectée parfaitement quant à la mesure des vers, à la suite de négligence de transcription. Les deux textes ont été construits pour être chantés sur une même mélodie qui nous est inconnue. » Le verso du f 141 porte, de la même main C (qui a copié la séquence romane) le début du Ludwigslied, chanté à l'occasion de la victoire du roi Louis sur les Vikings à la Bataille de Saucourt-en-Vimeu (août 881). La langue de ce texte est le francique pratiqué dans le nord du domaine gallo-roman, bilingue chez les élites. Le texte roman semble avoir été construit pour un public plus populaire en vue de son édification. Le passage du latin au français, écrit Delbouille, implique « une osmose entre langue savante et langue quotidienne à travers un bilinguisme individuel, par le fait d'une traduction interne et secrète qu'on pourrait dire latente. » Pour Maurice Delbouille, l'ensemble des traits de picard, wallon et champenois suppose l'existence à la fin du IXe siècle d'une scripta poétique romane commune à ces trois domaines linguistiques en formation (les dialectes ne seront complètement formés qu'au XIIIe siècle), ce qui correspond à la vitalité intellectuelle de ceux-ci à cette époque.

## Étude du texte
La Séquence comporte vingt-neuf vers, sur quinze lignes :
| Texte en roman                                 |  | Adaptation française                                          |
| ---------------------------------------------- |  | ------------------------------------------------------------- |
| Buona pulcella fut Eulalia.                    |  | Une bonne jeune-fille était Eulalie.                          |
| Bel auret corps bellezour anima.               |  | Belle de corps, elle était encore plus belle d'âme.           |
| Voldrent la ueintre li d[õ] inimi.             |  | Les ennemis de Dieu voulurent la vaincre,                     |
| Voldrent la faire diaule servir                |  | Ils voulurent la faire servir le Diable.                      |
| Elle nont eskoltet les mals conselliers.       |  | Mais elle, elle n'écoute pas les mauvais conseillers :        |
| Quelle d[õ] raneiet chi maent sus en ciel.     |  | Qui veulent qu'elle renie Dieu qui demeure au ciel !          |
| Ne por or ned argent ne paramenz.              |  | Ni pour de l'or, ni pour de l'argent ni pour des parures,     |
| Por manatce regiel ne preiement,               |  | Pour les menaces du roi, ni ses prières :                     |
| Niule cose non la pouret omq[ue] pleier.       |  | Rien ne put jamais faire plier                                |
| La polle sempre n[on] amast lo d[õ] menestier. |  | Cette fille à ce qu'elle n'aimât toujours le service de Dieu. |
| E por[ ]o fut p[re]sentede maximiien.          |  | Pour cette raison elle fut présentée à Maximien,              |
| Chi rex eret a cels dis soure pagiens.         |  | Qui était en ces jours le roi des païens.                     |
| Il[ ]li enortet dont lei nonq[ue] chielt.      |  | Il l'exhorte, ce dont peu ne lui chaut,                       |
| Qued elle fuiet lo nom xr[ist]iien.            |  | À ce qu'elle rejette le nom de chrétienne.                    |
| Ellent adunet lo suon element                  |  | Alors elle rassemble toute sa détermination                   |
| Melz sostendreiet les empedementz.             |  | Elle préférerait subir les chaînes                            |
| Quelle p[er]desse sa uirginitet.               |  | Plutôt que de perdre sa virginité.                            |
| Por[ ]os furet morte a grand honestet.         |  | C'est pourquoi elle mourut en grande bravoure.                |
| Enz enl fou la getterent com arde tost.        |  | Ils la jetèrent dans le feu afin qu'elle brûlât vite :        |
| Elle colpes n[on] auret por[ ]o nos coist.     |  | Comme elle était sans péché, elle ne se consuma pas.          |
| A[ ]czo nos uoldret concreidre li rex pagiens. |  | Mais à cela, le roi païen ne voulut pas se rendre :           |
| Ad une spede li roueret tolir lo chief.        |  | Il ordonna que d'une épée, on lui tranchât la tête,           |
| La domnizelle celle kose n[on] contredist.     |  | La demoiselle ne s'y opposa en rien,                          |
| Volt lo seule lazsier si ruouet krist.         |  | Toute prête à quitter le monde à la demande du Christ.        |
| In figure de colomb uolat a ciel.              |  | C'est sous la forme d'une colombe qu'elle s'envola au ciel.   |
| Tuit oram que por[ ]nos degnet preier.         |  | Tous supplions qu'elle daigne prier pour nous                 |
| Qued auuisset de nos Xr[istu]s mercit          |  | Afin que Jésus Christ nous ait en pitié                       |
| Post la mort & a[ ]lui nos laist uenir.        |  | Après la mort et qu'à lui il nous laisse venir,               |
| Par souue clementia.                           |  | Par sa clémence.                                              |

Notes :
- les parties entre crochets droits sont, dans le texte original, indiquées par un tilde ou une autre marque d'abréviation. Ainsi, le mot dom est noté dõ ; Mireille Huchon, dans son Histoire de la langue française, transcrit dõ par deo. C'est aussi une possibilité ; quelques mots contractés ont été séparés pour faciliter la lecture ; le texte original est tracé en minuscule caroline assez lisible. Le début de chaque vers est marqué par une lettre capitale en rustica ;* on note l'utilisation du digramme ancien cz pour /ts/ dans czo /tso/, forme pronominale, « cela », issue du latin ecc(e) hoc. Plus tard, le z du digramme donnera naissance à la cédille : on aurait donc alors ço (comparer avec le français moderne ça ou le wallon çou) ;
- les vers sont écrits deux à deux par ligne ; pour des raisons de lisibilité, chacun est suivi d'un retour à la ligne ;
- la traduction se veut littérale, afin de mieux montrer les liens historiques entre les mots romans et français ; il est donc normal qu'elle semble parfois difficile d'accès ; il suffit de prendre pour chaque mot son acception étymologique (coulpe : « péché », chef : « tête », siècle : « vie dans le monde », figure : « forme », ministère : « service », merci : « pitié », etc.), de se souvenir que le sujet peut ne pas être exprimé et que l'ordre des mots est plus souple (Veut le siècle laisser : « Elle veut laisser le siècle », etc.).

Le texte serait écrit en une forme de « proto-picard ». Le mot diaule (diable) serait picard et wallon, la graphie contenant de nombreuses marques de prononciation picarde comme cose et kose car seul le picard et le normand ont aujourd'hui gardé cette prononciation, les autres langues d'oïl comme le francien et le wallon auraient donné « chose ». D'Arco Silvio Avalle y voit également des influences du lorrain et du champenois, langues qui avaient selon lui à cette époque une scripta (sorte d'orthographe), commune.
Il utilise les articles (li inimi : « les ennemis », lo nom : « le nom », enl : agglutination pour « en lo », la domnizelle : « la demoiselle », etc.), inconnus du latin, montre que certaines voyelles finales du latin sont maintenant caduques (utilisation de e ou a pour rendre [ǝ] : pulcella : « pucelle (jeune fille) », cose : « chose », arde : « arde (brûle) », etc.) et que certaines voyelles ont diphtongué (latin bona > roman buona : « bonne », latin toti > roman tuit, etc.). C'est aussi dans ce texte qu'est attesté le premier conditionnel de l'histoire de la langue française (sostendreiet : « soutiendrait »), mode inconnu du latin, formé à partir du thème morphologique du futur (un infinitif, en fait) et des désinences d'imparfait.

## Comparaison avec d'autres langues d'oïl
Plusieurs caractéristiques lexicales, morphologique et syntaxiques communes aux langues romanes parlées au neuvième siècle dans l'actuel nord de la France et la Wallonie se sont maintenues dans plusieurs langues d'oïl . On peut notamment observer que:
- Des termes devenus désuets se sont maintenus en wallon comme årder[10] et båsèle[10] (Liège) tandis que eskoltet se rapproche du picard ascouter et que tolir se dit toujours toli en normand.
- On observe également le maintien en wallon de la voyelle /o/ devenue, au fil du temps, /u/ en français comme dans les mots por et pour, nos et nous[10].
- Plusieurs formes de pronoms wallons tels que lî pour le datif lui, lèye[11], le pronom tonique pour elle, se retrouvent dans le texte sous les formes li et lei. Par ailleurs, le passé simple furet évoque sa forme analogue en wallon fourit.
- Le wallon a maintenu la contraction de la préposition e/e-n et de l'article. Ainsi, enl fou se dit èl feû[11]. Toujours en wallon, cette même préposition peut, comme dans le texte, s'employer sans article comme complément de lieu comme dans e cir (dans le ciel) ou e cour (dans le cœur).
- Le wallon n'a pas connu l'ajout d'une voyelle prosthétique devant le son /s/ suivi d'une consonne. Dès lors, le mot spede qui devint plus tard en français espée puis épée est resté spêye.
- La place du pronom personnel décliné avant un verbe de puissance ou de volonté suivi d'un infinitif présent dans la pourret pleier ou a czo nos voldret s'est maintenue en wallon[11] el pôreû ployî et a çoula nos vôreû atoûrner ainsi que dans de nombreuses autres langues régionales, mais pas en français (pourrait la plier et à cela voudrait nous convaincre).